# Sanjoy Kumar Mitter
Sanjoy Kumar Mitter (Calcutá, 1933) é um engenheiro indiano.
É professor no Departamento de Engenharia Elétrica e Ciência da Computação do Instituto de Tecnologia de Massachusetts (MIT), onde é conhecido especialista em teoria de controle. Foi laureado em 2000 com o Prêmio Sistemas de Controle IEEE e em 2007 com o Prêmio Richard E. Bellman do American Automatic Control Council. Em 1988 foi eleito membro da Academia Nacional de Engenharia dos Estados Unidos, "por contribuições excepcionais à teoria e aplicações do controle automático e filtro não-linear".

## Biografia
Sanjoy Kumar Mitter nasceu em 1933 em Calcutá, Índia. Em 1965 obteve o Ph.D. no Imperial College London. Lecionou na Case Western Reserve University de 1965 a 1969 e aderiu ao MIT em 1969. Suas pesquisas são devotadas a sistemas, controle e comunicação. Forneceu provas em filtros não-lineares e teoria do controle ótimo, bem como efetuou trabalhos em análise de imagens, computação de controles ótimos e confiabilidade de sistemas de potência elétrica. Foi diretor do "Center for Intelligent Control" e do "Laboratory for Information and Decision Systems".
O professor Mitter reside em Cambridge (Massachusetts).